# Lancelot (roman)
Lancelot  is een roman van de Amerikaanse schrijver Walker Percy (1916-1990), verschenen in 1977.
De roman heeft de vorm van een raamvertelling. De jurist Lancelot Lamar, opgenomen in een psychiatrisch ziekenhuis, vertelt aan een jeugdvriend/priester waarom hij zijn echtgenote heeft vermoord en hun monumentale landhuis, ergens in zuidelijk Louisiana, in brand heeft gestoken.
De aanleiding blijkt te zijn dat hij uit een bloedgroeponderzoek heeft ontdekt dat hij niet de vader kan zijn van de jongste dochter van zijn vrouw. Het brengt hem ertoe een absoluut slechte daad te stellen, omdat hij zo kan bewijzen dat er zoiets bestaat als Het Kwaad en dat normen en waarden dus zin hebben.
Hoewel het verhaal in feite een dialoog is tussen Lancelot Lamar en de priester, wordt deze alleen op de laatste pagina sprekend opgevoerd als hij een soort absolutie verleent.
De Lancelot Lamar in dit verhaal is op het eerste gezicht het spiegelbeeld van de nobele Lancelot uit de Arthurromans, maar tegelijkertijd is zijn zoeken naar een absoluut slechte daad een queeste naar de zin van het bestaan in een vervallen wereld. In die zin is de roman in feite een Graalroman, en het boek bevat inderdaad enkele niet heel nadrukkelijke verwijzingen naar die verhalen, inclusief personen die zijn gebaseerd op Merlijn en Perceval.